# Ігляни
Ігляни (словац. Ihľany) — село в Словаччині, Кежмарському окрузі Пряшівського краю.

## Географія
Розташоване на півночі східної Словаччини на західній окраїні Левоцьких гір в долині Голумницького потока.

## Історія
Вперше село згадується у 1307 році.

## Пам'ятки культури
- греко-католицька церква з кінця 13 століття, первісно ранньоготична, іконостас з 20 століття
- римо-католицький костел св. Мартина
- протестантський костел з 1787 року

## Населення
| Рік:            | 1994. | 2004.    | 2014.    | 2024.   |
| --------------- | ----- | -------- | -------- | ------- |
| Кількість осіб: | 1154  | 1344     | 1498     | 1563    |
| Різниця:        |       | +16,46 % | +11,45 % | +4,33 % |

| Рік:            | 2023. | 2024.   |
| --------------- | ----- | ------- |
| Кількість осіб: | 1556  | 1563    |
| Різниця:        |       | +0,44 % |

В селі проживає 1464 осіб.
Національний склад населення (за даними останнього перепису населення — 2001 року):
- словаки — 85,13 %
- цигани — 13,43 %
- русини — 0,32 %
- чехи — 0,16 %
- поляки — 0,08 %

Склад населення за приналежністю до релігії станом на 2001 рік:
- римо-католики — 79,54 %,
- греко-католики — 17,91 %,
- православні — 0,48 %,
- протестанти — 0,08 %,
- не вважають себе віруючими або не належать до жодної вищезгаданої церкви — 1,68 %